# Утё

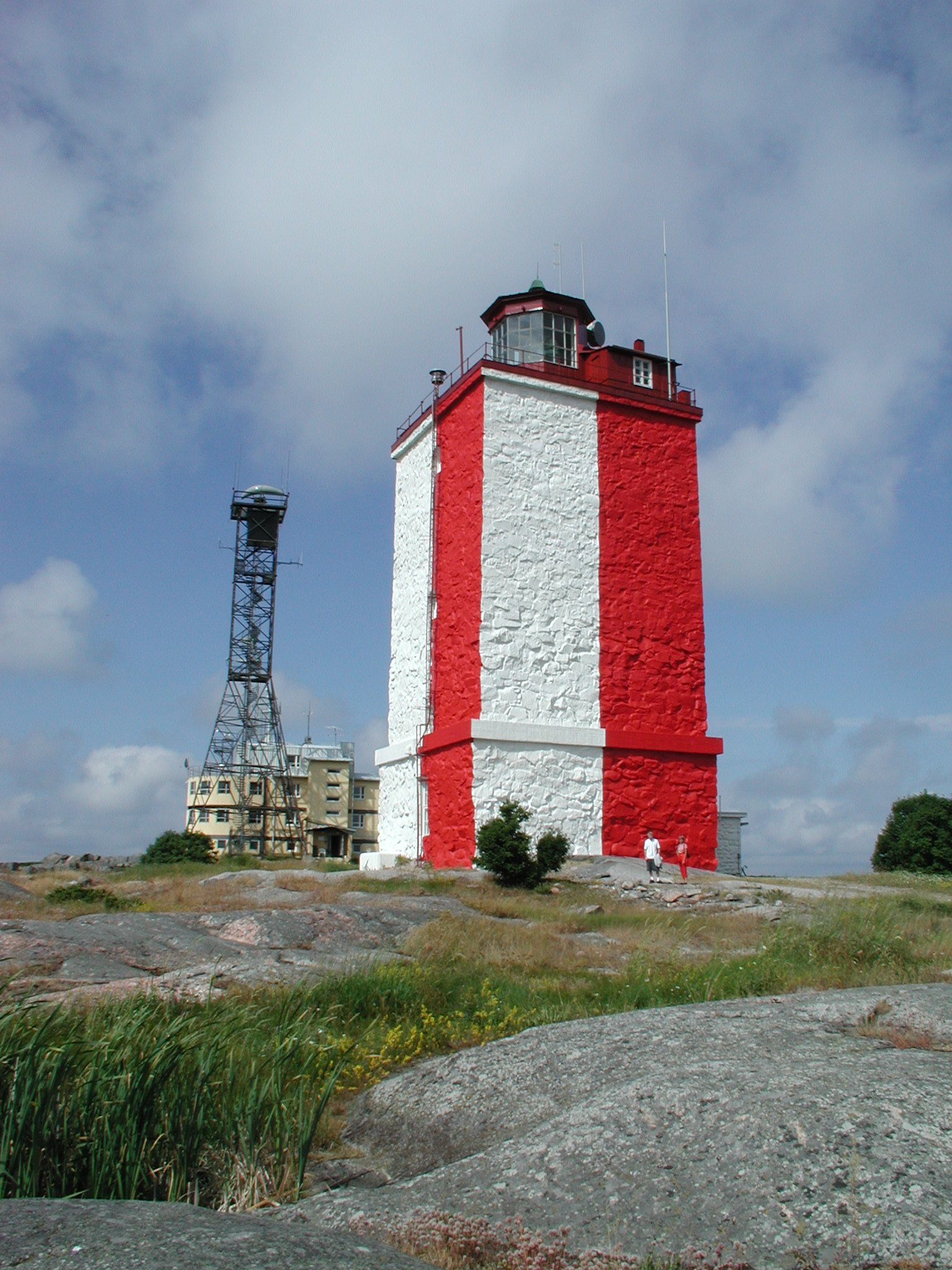
Маяк на острове Утё

Утё (фин. Utö) — небольшой остров в Балтийском море, самый южный из населённых островов, принадлежащих Финляндии.
В годы Первой мировой войны входил в состав Або-Аландской шхерной позиции.
Является ближайшим населённым островом к месту гибели парома Эстония, поэтому именно здесь находилась база спасательных работ.
В настоящий момент на острове есть маяк, исследовательские станции, магазин и почта. На острове проживает около 50 человек.
В 2005 году остров покинули Вооруженные силы, но осталось принадлежащее им оборудование, в том числе резервная система подачи электричества.